# Even Flow
Even Flow (pol. spokojny przepływ) – drugi singel grunge'owego zespołu Pearl Jam, znalazł się on na ich debiutanckiej płycie Ten.

## Lista utworów
- Compact Disc Single (US, Germany, Australia, Austria, and Brazil)
  1. "Even Flow" (Eddie Vedder, Stone Gossard) – 4:54
  2. "Dirty Frank" (Vedder, Gossard, Jeff Ament, Mike McCready, Dave Abbruzzese) – 5:32
    - Previously Unreleased

  3. "Oceans" (remix) (Vedder, Gossard, Ament) – 2:32
- Compact Disc Single (UK)
  1. "Even Flow" (new version) (Vedder, Gossard) – 4:58
  2. "Dirty Frank" (Vedder, Gossard, Ament, McCready, Abbruzzese) – 5:32
    - Previously Unreleased

  3. "Oceans" (remix) (Vedder, Gossard, Ament) – 2:32
- 7" Vinyl Single (UK)
  1. "Even Flow" (new version) (Vedder, Gossard) – 5:04
  2. "Oceans" (remix) (Vedder, Gossard, Ament) – 2:32
- 7" Vinyl Single (Holland)
  1. "Even Flow" (Vedder, Gossard) – 4:54
  2. "Dirty Frank" (Vedder, Gossard, Ament, McCready, Abbruzzese) – 5:32
    - Previously Unreleased
- 12" Vinyl Single (UK)
  1. "Even Flow" (new version) (Vedder, Gossard) – 4:58
  2. "Dirty Frank" (Vedder, Gossard, Ament, McCready, Abbruzzese) – 5:32
    - Previously Unreleased

  3. "Oceans" (remix) (Vedder, Gossard, Ament) – 2:32
- Cassette Single (UK)
  1. "Even Flow" (new version) (Vedder, Gossard) – 5:04
  2. "Oceans" (remix) (Vedder, Gossard, Ament) – 2:32
- Cassette Single (Australia)
  1. "Even Flow" (Vedder, Gossard) – 4:53
  2. "Dirty Frank" (Vedder, Gossard, Ament, McCready, Abbruzzese) – 5:32
    - Previously Unreleased

  3. "Oceans" (remix) (Vedder, Gossard, Ament) – 2:32